# Los Matorrales
Los Matorrales är en ort i Mexiko.   Den ligger i kommunen Villa Victoria och delstaten Mexiko, i den sydöstra delen av landet, 80 km väster om huvudstaden Mexico City. Los Matorrales ligger 2 600 meter över havet och antalet invånare är 315.
Terrängen runt Los Matorrales är platt åt sydost, men åt nordväst är den kuperad. Terrängen runt Los Matorrales sluttar österut. Runt Los Matorrales är det ganska tätbefolkat, med 222 invånare per kvadratkilometer. Närmaste större samhälle är Salitrillo, 1,6 km nordost om Los Matorrales. Trakten runt Los Matorrales består till största delen av jordbruksmark.